# Bundestag (stacja metra)
Bundestag – stacja metra w Berlinie, w dzielnicy Tiergarten, w okręgu administracyjnym Mitte linii U5.
Stacja została otwarta 8 sierpnia 2009 r. Znajduje się w Pasie Federalnym bezpośrednio przed budynkiem Paul-Löbe-Haus. Odległość pomiędzy stacjami Bundestag i Brandenburger Tor wynosi ok. 680 m, a pomiędzy stacjami Bundestag i Hauptbahnhof 610 m. Wejścia do stacji znajdują się przy ulicy Otto-von-Bismarck-Allee oraz przy ulicy Paul-Löbe-Allee. Stacja ma powierzchnię 3000 m² i wysokość 8 metrów.